# Runkolinja 570
La ligne 570 (finnois : Runkolinja 570) est une ligne de bus à haut niveau de service du réseau des bus de la région d'Helsinki en Finlande.
Elle a qui a commencé à circuler le 16 août 2021.

## Parcours
Le parcours de la ligne 570 est Mellunmäki – Rajakylä – Jakomäki – Vaarala – Hakunila – Tikkurila – Vantaanportti – Aviapolis – Aéroport.
Elle a remplacé la ligne 562 Vantaa sur le même itinéraire. 
Cependant, la ligne principale diffère de la précédente 562 en ce qu'elle continue d'Aviapolis jusqu'à l'aéroport.

## Projet
À partir d'août 2022, des bus articulés électriques seront utilisés sur la ligne 570.
Ils ont commencé à fonctionner le 16 août 2021 sur les lignes interurbaines 20, 30 et 40.
La ligne principale 570 est destinée à n'être qu'une phase transitoire, car la ligne de métro léger de Vantaa devrait assurer le transport de passagers en forte croissance à partir de 2028.